# 熱萊胡夫

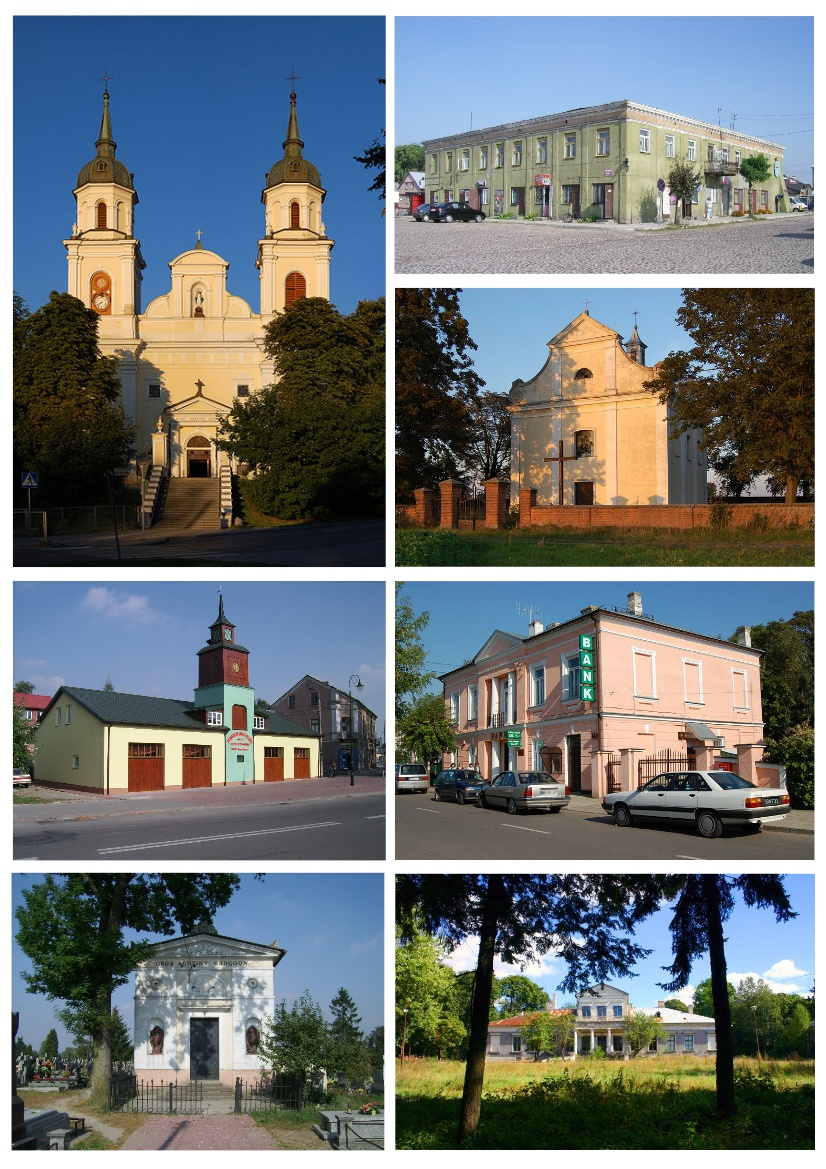

熱萊胡夫（波蘭語：Żelechów）是波蘭的城鎮，位於該國東部，由馬佐夫舍省負責管轄，面積12.14平方公里，海拔高度12.14平方公里，2006年人口4,016。在瓜分波蘭中，該鎮被納入奧地利管治範圍。

## 历史

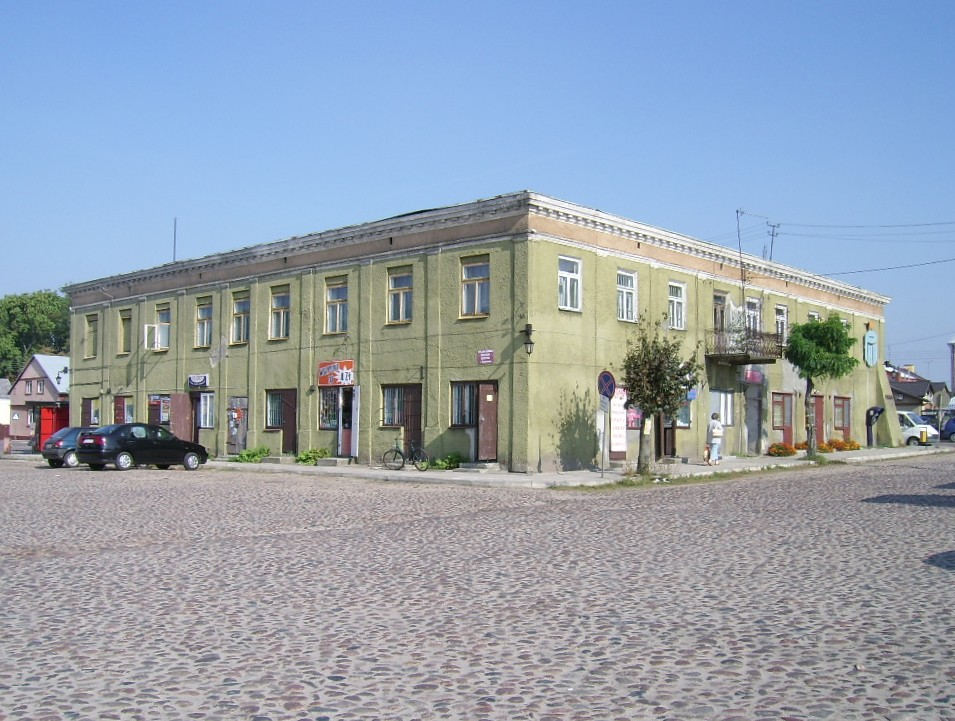
热莱胡夫市政厅

最早关于热莱胡夫的记录可以追溯到1282年。1447年，热莱胡夫获得市权。热莱胡夫是一个私人小镇，最初由乔韦克家族（后更名为热莱霍夫斯基家族）拥有，是地区的贸易中心。大洪水时代，热莱胡夫遭到巨大的毁坏，很多民众死于战乱和疾病。17世纪上半叶，犹太人第一次定居到热莱胡夫。小镇的拥有者频繁更替，其中包括首任华沙市长伊格纳齐·维索戈塔·扎克热夫斯基。
在瓜分波兰中，热莱胡夫成为奥地利所属。在拿破仑战争时期，热莱胡夫位于华沙公国境内。在维也纳会议后，热莱胡夫又被置于由俄罗斯实际控制的波兰议会王国领土之内。约阿希姆·莱莱韦尔是1828年-1831年内热莱胡夫县的国会代表。1845年，罗穆亚尔德·特劳古特作为工兵团军官驻扎于此。一月起义中，热莱胡夫发生了一些小规模的战斗。
起义失败后，俄罗斯政府决定惩罚参与反抗的贵族。附近的农民获得了土地，热莱胡夫从此不再为个人所有。为保护地区和平，两支骑兵队和一支炮兵队驻扎于此，促进了热莱胡夫的繁荣。同时，热莱胡夫也开始以制鞋业而闻名。
1880年，热莱胡夫遭遇大火，城镇大部分被毁，但很快完成重建并以砖房代替了木房。1919年，大约有7800名居民居住于此。战间期，热莱胡夫大约有800家商号（主要是商店和手工业）。1939年，居民达到8500人，其中大部分为犹太人（5800人）。二战前，大量犹太人去往美洲，特别是哥斯达黎加，在当地建立起犹太人社区。
当纳粹德国占领波兰时，热莱胡夫建立起犹太人居住区，安置了大于10000名来自当地和波兰其他地区的犹太人。1942年9月，犹太人居住区清洗开始，犹太人被运往特雷布林卡灭绝营，许多人想趁乱逃脱。大约1000人在热莱胡夫被德国士兵枪杀。
1944年7月17日，苏联红军进入热莱胡夫，结束了当地的战争状态。仅有50名犹太人存活。当时大约有4000名居民，这一人口数量一直保持到现在。

## 外部連結
- Office of the city (in Polish) （页面存档备份，存于）
- History of Jewish society of Żelechów （页面存档备份，存于）
- Jewish Community in Żelechów （页面存档备份，存于） on Virtual Shtetl